# Большой Казённый переулок
Большо́й Казённый переу́лок— улица в Басманном районе Центрального административного округа города Москвы. Проходит от Лялиной площади до улицы Земляной Вал.

## Название
Название переулка происходит от Казённой слободы, населённой дворцовыми ремесленниками, находившейся здесь в XVI—XVII веках. В 1957 году был переименован в переу́лок Арка́дия Гайда́ра в память об А. П. Гайдаре — русском советском детском писателе и киносценаристе, военном корреспонденте, жившем здесь в 1937—1941 годах. В 1993 году переулку было возвращено его историческое имя.

## Описание
Переулок начинается от Лялиной площади — места, где Барашёвский переулок пересекается с Лялиным и переходит в Большой и Малый Казённые переулки. Проходит на восток параллельно Малому Казённому и Яковоапостольскому переулкам и заканчивается на пересечении с улицей Земляной Вал.

## Примечательные здания и сооружения

### По нечётной стороне

#### № 1, доходный дом
Здание 1901 года постройки, архитектор — Михаил Румянцев.

#### № 7, жилой дом
Построен по проекту архитектора С. М. Матвеева. Здесь жили советские государственные деятели Б. Л. Ванников (на фасаде здания установлена мемориальная доска), Н. Н. Волгин (на фасаде здания установлена мемориальная доска).

#### № 9,Елизаветинская женская гимназияс церковью Праведной Елизаветы
Здание 1911—1912 годов постройки, архитектор — Иван Рерберг. В настоящее время здесь находится структурное подразделение школы «Покровский квартал».

### По чётной стороне

#### № 2/7, доходный дом Н. И. Силуанова
В 1809 году участок на углу с Лялиным переулком приобрёл вольноотпущенный из крепостных, управляющий имениями графа Салтыкова и отец Михаила Погодина, П. М. Погодин.
Доходный дом в стиле эклектики возведён здесь в 1902 году по проекту архитектора Павла Заруцкого. Фасад здания украшают две крупные женские маски, лепной декор, характерный для московского модерна и металлические решётки балконов эллиптической формы. Полукруглый угловой эркер венчает шишкообразный купол со слуховыми окнами.

#### № 8, стр. 1
, здание в стиле модерн. Здесь в 1937—1941 годах в квартире № 5 жил писатель Аркадий Гайдар.

#### № 10, стр. 1
Здание в стиле модерн.

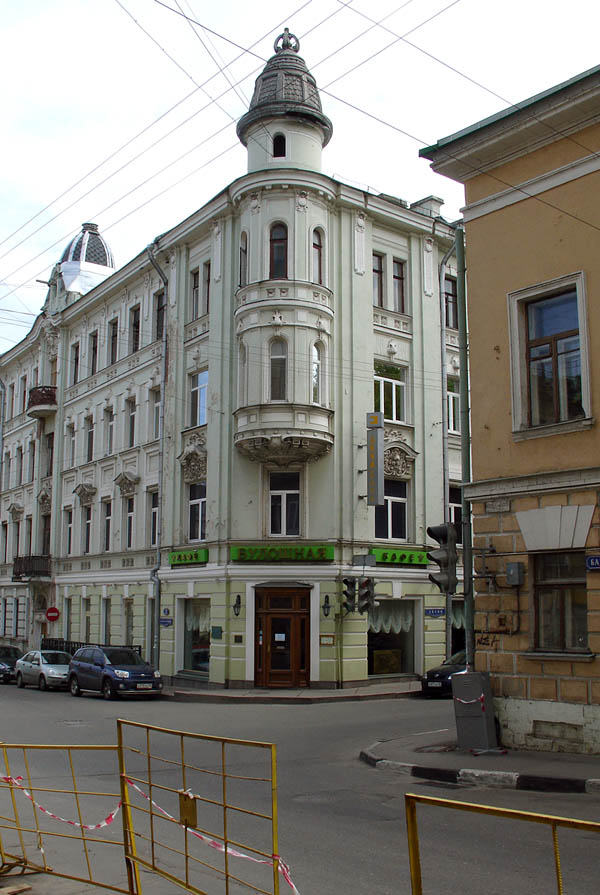
Доходный дом Н. И. Силуанова (№ 2/7)
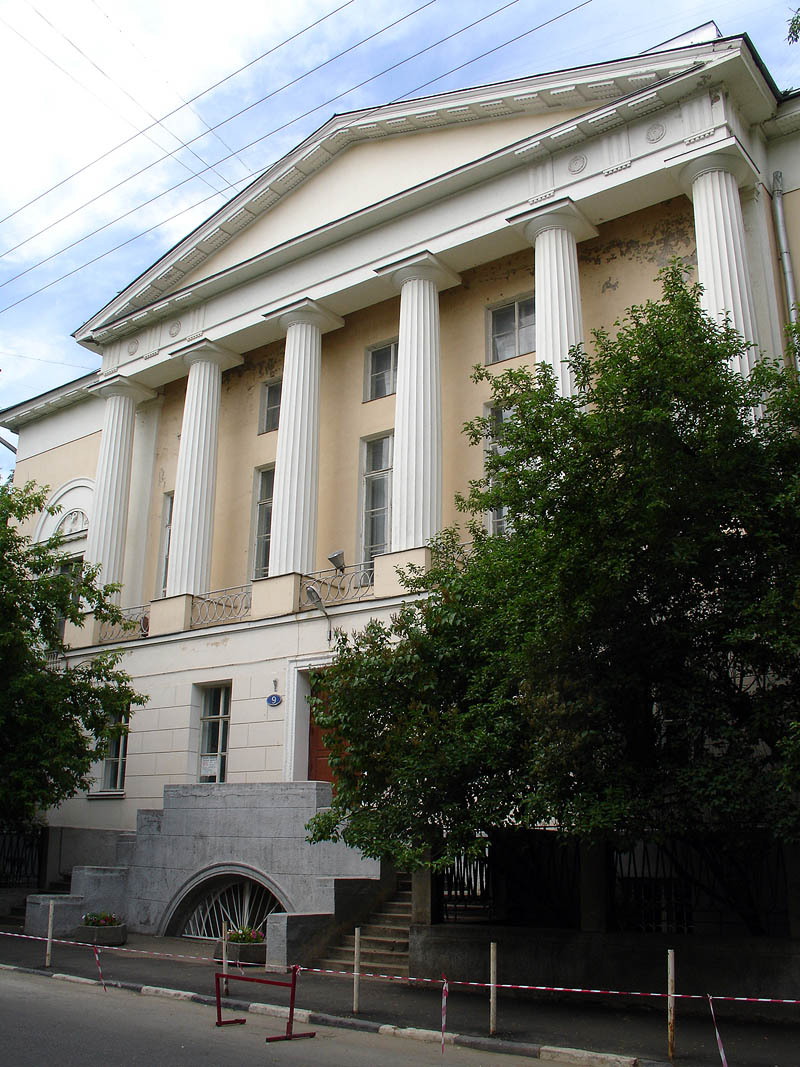
Елизаветинская женская гимназия (№ 9)
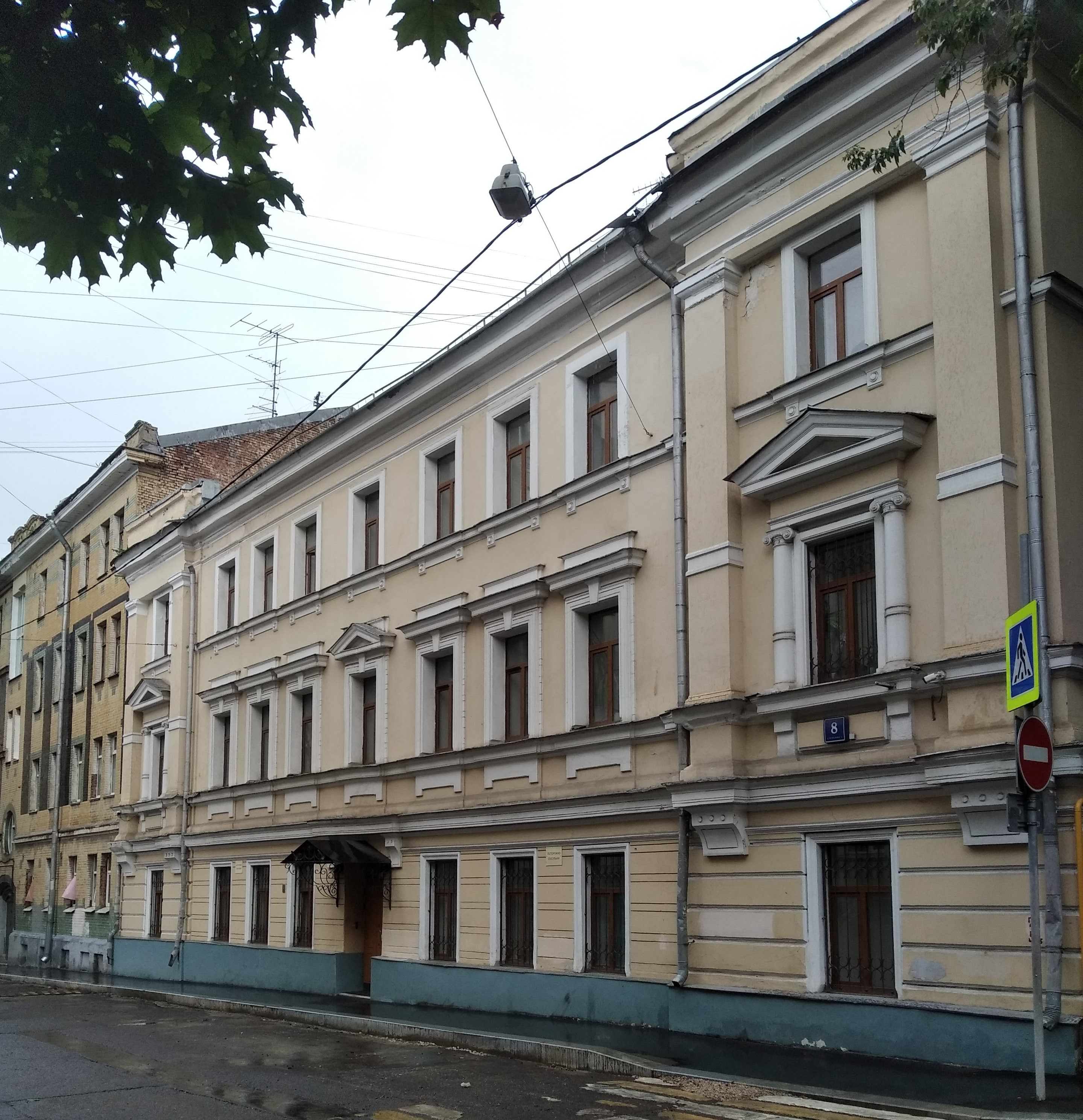
Дом № 8, стр. 1 (дом, в котором жил Аркадий Гайдар)

## Общественный транспорт
Ближайшая к переулку станция метрополитена — «Курская» Арбатско-Покровской линии. Неподалёку от пересечения с Садовым кольцом есть остановка автобусов Б, 40.